# Alemona
Alemona aurait été, selon le théologien chrétien Tertullien, une divinité nourrissant le fœtus dans le sein maternel. Elle est inconnue des auteurs romains classiques. Elle fait partie des di indigetes, divinités proprement romaines souvent associées à des étapes de l'existence ou des actions de la vie quotidienne.
Son nom est à mettre en rapport avec le verbe alere, « nourrir ».

## Alemona et Allemagne-en-Provence
Le nom de la déesse Alemona a été utilisé au XIXe siècle pour donner une étymologie au nom du village d'Allemagne-en-Provence. Il s'agissait, dans le contexte politique de l'époque, d'éviter un rapprochement avec le nom des Alamans et avec l'Allemagne. Mais le lien avec les Alamans n'est plus contesté aujourd'hui par les spécialistes.

## Source antique
- Tertullien, De l'âme, XXXVII [lire en ligne].